# Ammothella rugulosa
Ammothella rugulosa là một loài nhện biển trong họ Ammotheidae. Loài này thuộc chi Ammothella. Ammothella rugulosa được miêu tả khoa học năm 1900 bởi Verrill.